# Joaquín Fernández (urugwajski piłkarz)
Joaquín Fernández Pertusso (ur. 22 stycznia 1999 w Rocha) – urugwajski piłkarz pochodzenia włoskiego występujący na pozycji środkowego obrońcy, od 2025 roku zawodnik meksykańskiej Tijuany.
Jego brat Fabricio Fernández również jest piłkarzem.